# 瑩山紹瑾
瑩山 紹瑾（けいざん じょうきん、諡号:佛慈禅師、弘徳圓明国師、常済大師）は、日本の鎌倉時代の曹洞宗の僧侶。瑩山派（總持寺派）の派祖で、教団では第四祖とする。
一般には瑩山禅師と呼ばれ、教団内では日本曹洞宗開祖で祖の道元を高祖承陽大師、瑩山を太祖常済大師とする。

## 生い立ち
越前多禰（現在の福井県越前市帆山）の豪族瓜生氏の長男として生まれる（明確な親族関係は不詳）。幼名は行生（ぎょうしょう）。母親の熱心な帆山観音信仰の影響を受け、幼少時から信仰心に目覚める。
道元の建仁寺時代からの熱心な信者で母方の祖母である明智優婆夷の影響から、8歳で永平寺に入り、徹通義介の下で沙弥となる。弘安3年（1280年）、13歳の時、師の勧めで永平寺2世孤雲懐奘に就いて、その最後の弟子として出家得度。

## 活動

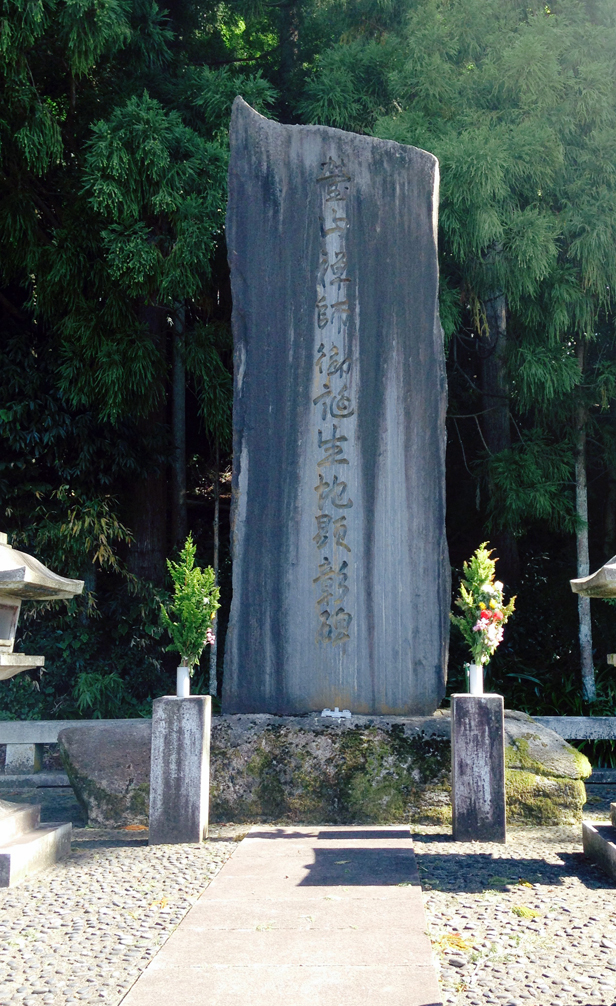
福井県越前市にある曹洞宗太祖瑩山紹瑾誕生記念碑

- 弘安3年（1280年）、孤雲懐奘について得度。
- 弘安8年（1285年、諸国行脚に立つ。宝慶寺寂円などを訪ね、比叡山に上って天台教学を学ぶ。
- 弘安9年（1286年、紀伊由良（現在の和歌山県日高郡由良町）の興国寺に心地覚心を訪ねる。
- 正応元年（1288年）、宝慶寺寂円を再訪し、永平寺に帰山。
- 正応2年（1289年）、三代相論により永平寺を下山した義介に従って加賀（現在の石川県金沢市）大乗寺に移る。
- 永仁3年（1295年）、阿波国海部郡司が開基した城満寺（現在の徳島県海部郡海陽町）に招かれ、同寺を開山、住職となる（1296年との説もある）。眼可鉄鏡をはじめ、70人余に授戒する。義介より嗣法する。
- 永仁6年（1298年）、義介に呼ばれ、加賀国大乗寺に戻る。
- 正安2年（1300年）、義介の代理として大乗寺の修行僧に対し釈尊以来五十二祖の機縁を提唱（＝講義）する。後に『伝光録』としてまとめられる。
- 正安4年（1302年）、大乗寺2世となる。
- 応長元年（1311年）、大乗寺を明峰素哲に譲り、加賀常住寺を開山する。
- 正和2年（1313年）、能登（現在の石川県羽咋市）永光寺を開山する。
- 元応2年（1320年）、後醍醐天皇より「十種の勅問」が下され、奉答したとされる[6]。
- 元亨元年（1321年）、藤原行房の書による「總持寺」の勅額と紫衣（しえ）を天皇から賜り、能登總持寺を開山する。
- 元亨2年（1322年）、後醍醐天皇より總持寺に「日本曹洞賜紫出世之道場」の綸旨が下される。
- 元亨4年（1324年）、『瑩山清規』を著わす。
- 正中2年（1325年）、永光寺にて示寂。
- 安永元年（1772年）、後桃園天皇より「弘徳円明国師」の国師号を宣下される。
- 明治42年（1909年）、明治天皇より「常済大師」の大師号を宣下される。

### 太祖忌
毎年、亡くなった8月15日（新暦換算で9月29日）に、道元と共に両祖忌として法要が行われている。50年に一度ずつ遠忌が總持寺で開催される。

## 思想
道元は祈祷や祭礼を否定はしなかったものの、その対象は永平寺の僧たちの安全祈願及び寺院周辺の天候回復などの祈願が主であり、晩年の建長元年（1249年）に『永平寺住侶利親』で｢まさに諸方への護持僧参勤事を停止すべし」と命じたように、他の寺院が行なっている、寺院以外での加持祈祷は禁じていた。
これに対し、永平寺3世となった徹通義介は宋に留学して密教の祈祷を学び、仏殿を建て礼仏を取り入れるなど積極的な改革を行った。こうした改革は寂円等の道元の遺風を慕う一派との対立を生み、「三代相論」とよばれる内紛に発展した。
瑩山は師僧義介の遺志を受け継ぎ、道元以来の出家修行に加えて密教的な加持、祈祷、祭礼などを取り入れ、永光寺を伝道の拠点として下級武士や商人に禅を伝え信徒を拡大した。これには瑩山が依拠した寺院が、白山系の天台寺院であったことや、兼修禅的傾向の強い法燈派の僧らと瑩山との密接な関係が影響したと考えられる。

## 弟子
門下には四哲と呼ばれる明峰素哲、無涯智洪、峨山韶碩、壺庵至簡をはじめとする俊英逸材が多数輩出し、曹洞宗興隆の基礎を固めた。また、晩年の道元は女性の出家修行に否定的であったが、瑩山は積極的に門下の女性を住職に登用し、女人成道を推し進めた。
平成27年（2015年）現在、日本伝統宗派最多の寺院数を持つ曹洞宗の隆盛は、瑩山とその門下によるものであり、全寺院の8割は元は總持寺系と言われる。このため、第4世でありながら、釈迦、道元と共に一仏両祖として尊崇されている。

## 著書
- 『伝光録』
- 『坐禅用心記』
- 『瑩山清規』（『洞谷清規』）
- 『三根坐禅説』
- 『信心銘拈提』
- 『十種勅問』（『十種疑滞』）
- 『秘密正法眼蔵』
- 『洞谷記』
- 「洞谷山尽未来際置文」
- 『瑩山和尚語録』
- 「仏祖正伝菩薩戒教授文」

### 著作集
- 『常済大師全集』（孤峰智璨編、大本山總持寺、1967年）

## 関係文献
- 『總持寺開山太祖略伝』
- 『瑩山禅師 伝光録』（横関了胤校訂、岩波文庫、1944年、復刊1992年）
- 『瑩山禪師傳』（成田芳髄著、交友社、1948年）
- 『瑩山 日本の禅語録　第5巻』（田島柏堂訳著、講談社、1978年）
- 『瑩山 - 日本曹洞宗の母胎 瑩山紹瑾の人と思想』（佐橋法龍著、相川書房、1975年／『人間瑩山 第2版』（春秋社、1979年）
- 『太祖瑩山禅師』（東隆眞著、国書刊行会、1996年）
- 『總持寺の瑩山さま』（大本山總持寺出版部、1999年）
- 『瑩山紹瑾の生涯 - 曹洞宗太祖・常済大師 : 高祖道元の衣鉢を弘布した名僧』（百瀬明治著、毎日新聞社、2002年）
- 『瑩山　現代語訳洞門禅文学集』（飯田利行編訳、国書刊行会、2002年）
- 『瑩山禅師伝』（宮地清彦著、曹洞宗宗務庁、2011年）
- 『越前瑩山禅師ものがたり - 曹洞宗大本山總持寺開祖』（大浦和子著・発行、2013年）
- 『慈悲の人瑩山禅師を歩く』（百瀬明治、杉田博明、粟津征二郎共著、西山治朗撮影、学研パブリッシング、2014年）

### 科研費報告書
- 『瑩山教学の総合的研究』（光地英学著、駒澤大学、1982年）

### 記念論集
- 『瑩山禅師研究 - 瑩山禅師六百五十回大遠忌記念論文集』（瑩山禅師奉讃刊行会、1974年）
- 『瑩山禅』1-12（山喜房仏書林、1985年）